# فوستوك 2
فوستوك 2 (الروسية: Восток-2) بعثة فضاء سوفيتية مأهولة كان على متنها رائد الفضاء جيرمان تيتوف.